# Fredrik Winsnes
Fredrik Guttormsen Winsnes (Trondheim, 28 dicembre 1975) è un ex calciatore norvegese, di ruolo centrocampista.

## Carriera

### Club
Nato a Trondheim, Winsnes ha iniziato la sua carriera professionistica con la maglia del Rosenborg nel 1997. Vi ha giocato per otto stagioni ed ha vinto sette campionati, oltre a due coppe di Norvegia. Ha giocato per il club della sua città natale fino al 2005, eccetto un periodo passato in prestito all'Hammarby, in Svezia. A dicembre 2005, ha firmato un contratto triennale con l'Aalborg, nella Superligaen. Si è aggregato al nuovo club il 4 gennaio 2006, durante gli allenamenti per la seconda parte della stagione.
Ha giocato soltanto una stagione e mezza per l'Aalborg ed ha collezionato soltanto un terzo posto in campionato: è stato il miglior risultato dell'AaB in otto anni. Dopo il campionato 2006-2007, è stato nominato Giocatore dell'anno dell'Aalborg. Nonostante avesse giocato cinquantasette partite e realizzato cinque reti per l'AaB, la nascita di sua figlia lo ha spinto a tornare in Norvegia, per stare vicino alla famiglia. Ha così continuato la carriera allo Strømsgodset. L'11 novembre 2009 ritorna a vestire la maglia del Rosenborg, squadra della sua città natale. Si ritirò al termine della Tippeligaen 2011.

### Nazionale
Ha debuttato per la Norvegia il 14 gennaio 2001, nella partita amichevole contro la Corea del Sud, con gli scandinavi che si sono imposti per tre a due. Ha giocato abbastanza regolarmente per la sua Nazionale fino all'11 ottobre 2003, giorno della sua ultima apparizione per ben cinque anni.
È tornato a vestire la casacca della Norvegia, infatti, il 20 agosto 2008, nel pareggio per uno a uno contro l'Irlanda.

## Statistiche

### Cronologia presenze e reti in nazionale
| Cronologia completa delle presenze e delle reti in nazionale ― Norvegia | Cronologia completa delle presenze e delle reti in nazionale ― Norvegia | Cronologia completa delle presenze e delle reti in nazionale ― Norvegia | Cronologia completa delle presenze e delle reti in nazionale ― Norvegia | Cronologia completa delle presenze e delle reti in nazionale ― Norvegia | Cronologia completa delle presenze e delle reti in nazionale ― Norvegia | Cronologia completa delle presenze e delle reti in nazionale ― Norvegia | Cronologia completa delle presenze e delle reti in nazionale ― Norvegia |
| Data                                                                    | Città                                                                   | In casa                                                                 | Risultato                                                               | Ospiti                                                                  | Competizione                                                            | Reti                                                                    | Note                                                                    |
| ----------------------------------------------------------------------- | ----------------------------------------------------------------------- | ----------------------------------------------------------------------- | ----------------------------------------------------------------------- | ----------------------------------------------------------------------- | ----------------------------------------------------------------------- | ----------------------------------------------------------------------- | ----------------------------------------------------------------------- |
| 24-1-2001                                                               | Hong Kong                                                               | Corea del Sud                                                           | 2 – 3                                                                   | Norvegia                                                                | Amichevole                                                              | -                                                                       |                                                                         |
| 24-3-2001                                                               | Oslo                                                                    | Norvegia                                                                | 2 – 3                                                                   | Polonia                                                                 | Qual. Mondiali 2002                                                     | -                                                                       |                                                                         |
| 28-3-2001                                                               | Minsk                                                                   | Bielorussia                                                             | 2 – 1                                                                   | Norvegia                                                                | Qual. Mondiali 2002                                                     | -                                                                       |                                                                         |
| 25-4-2001                                                               | Oslo                                                                    | Norvegia                                                                | 2 – 1                                                                   | Bulgaria                                                                | Amichevole                                                              | -                                                                       | 89’                                                                     |
| 27-3-2002                                                               | Tunisi                                                                  | Tunisia                                                                 | 0 – 0                                                                   | Norvegia                                                                | Amichevole                                                              | -                                                                       |                                                                         |
| 21-8-2002                                                               | Oslo                                                                    | Norvegia                                                                | 0 – 1                                                                   | Paesi Bassi                                                             | Amichevole                                                              | -                                                                       | 78’                                                                     |
| 20-11-2002                                                              | Vienna                                                                  | Austria                                                                 | 0 – 1                                                                   | Norvegia                                                                | Amichevole                                                              | -                                                                       | 46’                                                                     |
| 26-1-2003                                                               | Sharjah                                                                 | Emirati Arabi Uniti                                                     | 1 – 1                                                                   | Norvegia                                                                | Amichevole                                                              | -                                                                       |                                                                         |
| 28-1-2003                                                               | Mascate                                                                 | Oman                                                                    | 1 – 2                                                                   | Norvegia                                                                | Amichevole                                                              | -                                                                       |                                                                         |
| 12-2-2003                                                               | Candia                                                                  | Grecia                                                                  | 1 – 0                                                                   | Norvegia                                                                | Amichevole                                                              | -                                                                       | 82’                                                                     |
| 22-5-2003                                                               | Oslo                                                                    | Norvegia                                                                | 2 – 0                                                                   | Finlandia                                                               | Amichevole                                                              | -                                                                       | 70’                                                                     |
| 11-10-2003                                                              | Oslo                                                                    | Norvegia                                                                | 1 – 0                                                                   | Lussemburgo                                                             | Qual. Euro 2004                                                         | -                                                                       | 81’                                                                     |
| 20-8-2008                                                               | Oslo                                                                    | Norvegia                                                                | 1 – 1                                                                   | Irlanda                                                                 | Amichevole                                                              | -                                                                       |                                                                         |
| 6-9-2008                                                                | Oslo                                                                    | Norvegia                                                                | 2 – 2                                                                   | Islanda                                                                 | Qual. Mondiali 2010                                                     | -                                                                       |                                                                         |
| 11-10-2008                                                              | Glasgow                                                                 | Scozia                                                                  | 0 – 0                                                                   | Norvegia                                                                | Qual. Mondiali 2010                                                     | -                                                                       |                                                                         |
| 15-10-2008                                                              | Oslo                                                                    | Norvegia                                                                | 0 – 1                                                                   | Paesi Bassi                                                             | Qual. Mondiali 2010                                                     | -                                                                       |                                                                         |
| 6-6-2009                                                                | Skopje                                                                  | Macedonia                                                               | 0 – 0                                                                   | Norvegia                                                                | Qual. Mondiali 2010                                                     | -                                                                       |                                                                         |
| 10-6-2009                                                               | Rotterdam                                                               | Paesi Bassi                                                             | 2 – 0                                                                   | Norvegia                                                                | Qual. Mondiali 2010                                                     | -                                                                       | 79’                                                                     |
| 9-9-2009                                                                | Oslo                                                                    | Norvegia                                                                | 2 – 1                                                                   | Macedonia                                                               | Qual. Mondiali 2010                                                     | -                                                                       | 71’                                                                     |
| Totale                                                                  |                                                                         | Presenze                                                                | 19                                                                      |                                                                         | Reti                                                                    | 0                                                                       |                                                                         |

## Palmarès

### Giocatore

#### Club

##### Competizioni nazionali
- Campionato norvegese: 9

Rosenborg: 1997, 1998, 1999, 2000, 2001, 2002, 2003, 2004, 2010
- Coppa di Norvegia: 2

Rosenborg: 1999, 2003
- Superfinalen: 1

Rosenborg: 2010

#### Individuale
- Giocatore dell'anno dell'Aalborg: 1

2007